# Padjelantaleden
Padjelantaleden (v překladu Padjelanta z lulejské sámštiny „vyšší země“ a leden ve švédštině „cesta“) je dálková turistická trasa ve Švédsku dlouhá 140 km, která vede z vesnice Kvikkjokk přes Národní park Padjelanta do osady Ritsem. Chaty a místa na stany se nachází ve vzdálenostech 12 až 24 km.
V Kvikkjokku se stezka Padjelantaleden setkává se stezkou Kungsleden. Z Ritsemu vede do norského Søfjordnu další stezka Gränsleden. Část stezky Padjelantaleden vede souběžně se stezkou Nordkalottleden, která vede z Kautokeino v Norsku do Sulitjelmy.
Stezka je ve srovnání s jinými cestami v severní Skandinávii méně navštěvovaná. Má dobře udržované mosty přes potoky a řeky a také povalové chodníky (dřevěná prkna) přes bažinaté oblasti.
Obě nástupní místa Kvikkjokk a Ritsem jsou přístupné autobusy z Gällivare a Murjeku (v chronologickém pořadí), kde je přestup na železnici; a dále je snadno dostupná ze švédské obce Jokkmokk. V Kvikkjokku a Ritsemu stezka začíná a končí lodním převozem (v létě jezdí lodě dle pevného časového rozvrhu, který je přizpůsoben k jízdnímu řádu autobusu).

## Průběh trasy, chaty a místa na stanování

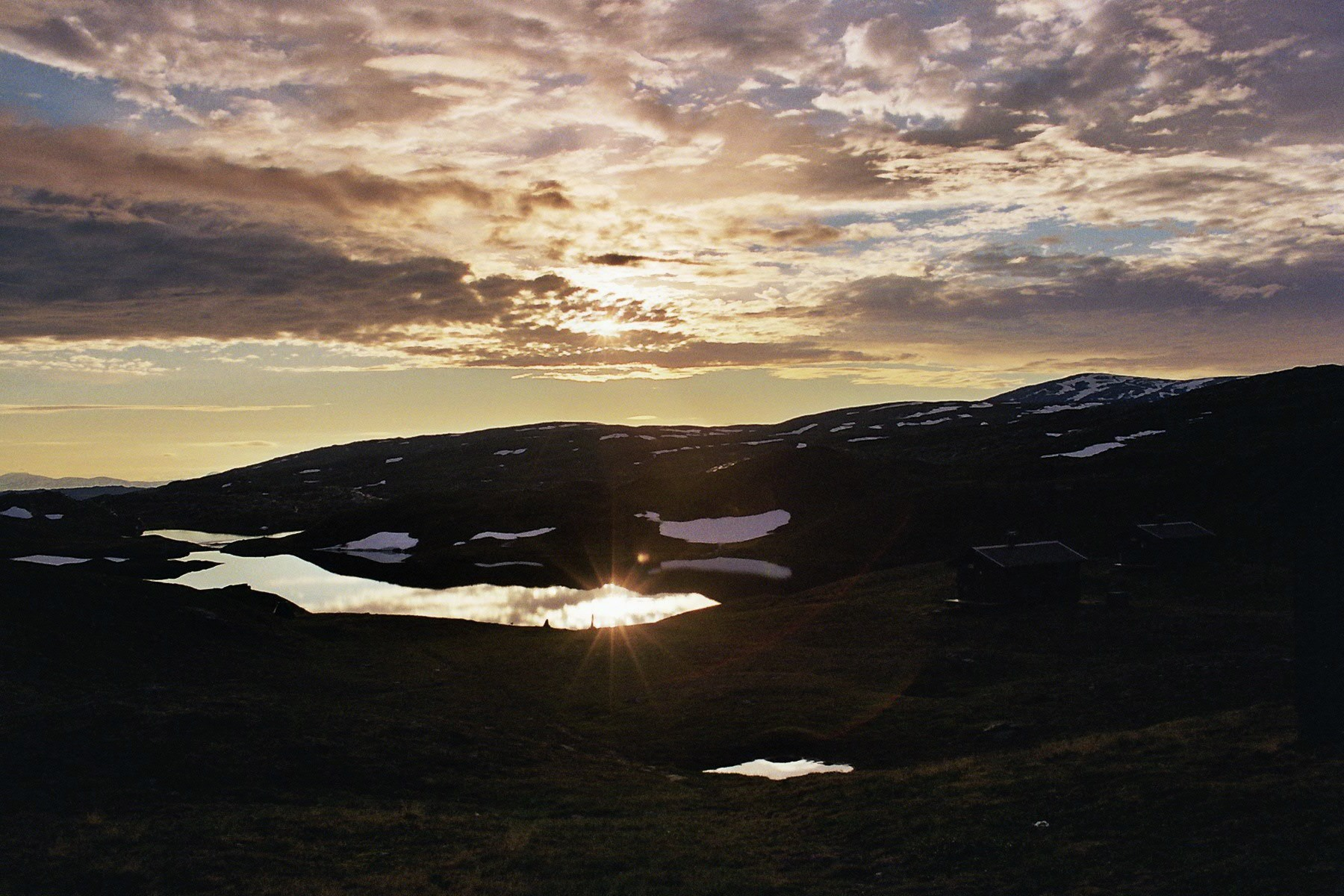
Chaty Tuottar: nejvyšší bod Padjelantaleden

Chaty, které leží v Národním parku Padjelanta, jsou od roku 2000 řízeny sámským družstvem Badjelánnda Laponia turistiku a chaty, které leží mimo park, patří Švédskému turistickému svazu (STF).
Stany lze postavit na připravených místech blízko chat, lze použít zázemí (toalety) chat. Při tomto využití se neúčtuje žádný poplatek.
Doporučená kempovací místa nedaleko od chat jsou uvedeny níže v závorkách, vzdálenosti odkazují na předchozí chatu.
- Ritsem (horský hotel Švédského turistického svazu STF)
- Anonjalme-Rasthütte ← (loď)
- Akkastugorna (STF) ← 2 km
- (odpočinkové místo ← 7 km)
- (místo na stany u mostů přes řeku ← 6 km)
- Kisuris ← 14 km
- Vuojatstugan ← 4 km
- Låddejåkkå ← 20 km
- Arasluokta ← 14 km
- Staloluokta ← 12 km
- Tuottar ← 18 km
- Tarraluopa ← 11 km
- Såmmarlappa (STF) ← 13 km
- Tarrekaise (STF)← 13 km
- Njunjes (STF) ← 7 km
- Kvikkjokk (horský hotel Švédského turistického svazu STF) ← 16 km/ člun